# Ополонка (гляціологія)

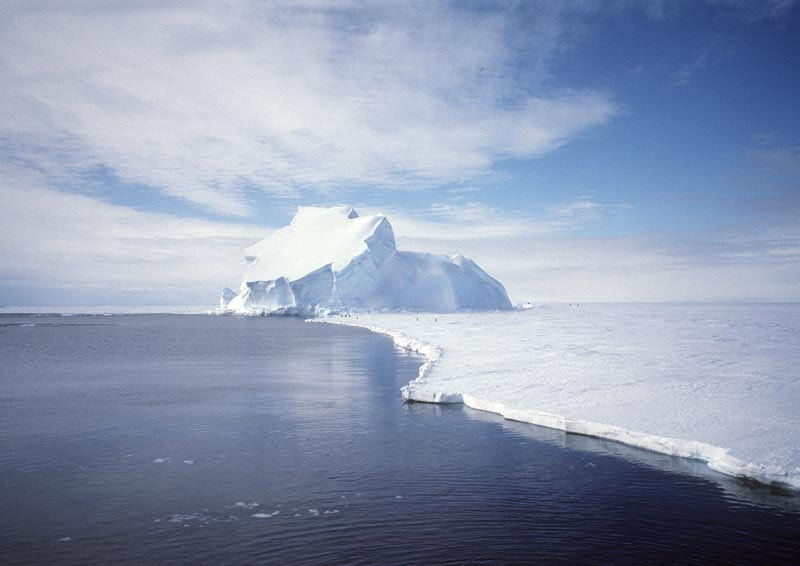
Ополонка на шельфовому льодовику Рісер-Ларсена, Антарктика

Ополо́нка в гляціології — ділянка відкритої води, оточена морським (зокрема паковим) льодом. У багатьох мовах для позначення морських ополонок вживаються слова, що походять від рос. полынья («природна ополонка, промивина»): англ. polynya, фр. polynie, нім. Polynja, Polynya, Polynia. У цьому значенні вони запозичені в XIX ст.. полярними дослідниками для опису фарватерів у льодах. Останніми роками знову спостерігається ополонка Ведделла в Антарктиці, яка доти спостерігалася в 1974—1976 роках.
Ополонки утворюються внаслідок двох основних процесів:
- Ополонка явного тепла пов'язана з термодинамічними процесами. Вона виникає, коли здійснюється підйом (апвелінг) теплих вод із глибини, що й утримує температуру поверхні на рівні чи вище точки замерзання.
- Ополонка прихованого тепла формується під дією стокових вітрів чи океанських течій, що відганяють кригу від природних меж (берегової лінії, припаю). Первісно ополонка формується внаслідок відгону від берега однорічного пакового льоду, що залишає відкритою ділянку води, на якій потім утворюється новий лід. Своєю чергою, він теж зганяється вітром чи течією до старого льоду, де наморожується на нього. Процес триває роками, і його називають основним джерелом морського льоду в Антарктиці[8].